# Delia pacifica
Delia pacifica este o specie de muște din genul Delia, familia Anthomyiidae, descrisă de Griffiths în anul 1993.
Este endemică în British Columbia. Conform Catalogue of Life specia Delia pacifica nu are subspecii cunoscute.